# Meamea Thomas
Meamea Thomas (ur. 11 września 1987 w Tarawie, zm. 23 czerwca 2013) – reprezentant Kiribati w podnoszeniu ciężarów, olimpijczyk z Letnich Igrzyskach Olimpijskich w 2004 r., w Atenach. 
Podczas igrzysk olimpijskich w Atenach był chorążym reprezentacji Kiribati. W rywalizacji w kategorii do 85 kilogramów osiągnął w dwuboju wynik 292,5 kg i uplasował się na 13. miejscu. Był dwukrotnym złotym medalistą podczas Igrzysk Pacyfiku w 2003 r., a w latach 2004 i 2010 był także mistrzem Oceanii.
Zginął potrącony przez samochód, gdy podczas spaceru widząc możliwość potrącenia rowerzysty przez nadjeżdżający samochód, zepchnął go z drogi samemu ginąc pod kołami auta. Jak się okazało kierowca samochodu oraz wszyscy pasażerowie byli pod wpływem alkoholu.